# Jan Šrámek
Jan Šrámek (11. srpna 1870 Grygov – 22. dubna 1956 Praha) byl český římskokatolický kněz a politik, zakladatel a dlouholetý předseda Moravsko-slezské křesťansko-sociální strany na Moravě, po roce 1918 Československé strany lidové. V letech 1940–1945 byl předsedou londýnské exilové vlády.

## Život
Po ukončení obecné školy v Grygově vystudoval Piaristické gymnázium a konvikt (dnes Arcibiskupské gymnázium) v Kroměříži (1880–1888), poté bohosloveckou fakultu v Olomouci. Jeho prvním kněžským působištěm byl Nový Jičín, kam nastoupil v roce 1893. Zde působil do roku 1901, kdy byl přeložen do nedalekých Životic a krátce nato do Všechovic u Hranic (1902). V roce 1902 v důsledku neshod s arcibiskupem prof. ThDr. Theodorem Kohnem a silně pročeských názorů odešel do brněnské diecéze, kde se uplatnil jako pedagog na diecézním kněžském učilišti, v letech 1904–1911 jako docent a od roku 1911 jako profesor tzv. křesťanské sociologie (sociálního učení církve). Už jako student se intenzivně zabýval studiem sociálních otázek. Na počátku 20. století byl velmi ovlivněn katolickou modernou, spolupráci s ní ukončil po odsouzení modernismu v roce 1909. Po příchodu do Nového Jičína se začal věnovat praktické politice v regionu, zakládal katolické dělnické spolky (1895 Katolický dělnický spolek v Novém Jičíně, 1898 ženský křesťansko-sociální spolek Budoucnost v Novém Jičíně, podíl na založení dělnických spolků v Mořkově, Hodslavicích, Příboře, Štramberku, Bernarticích).

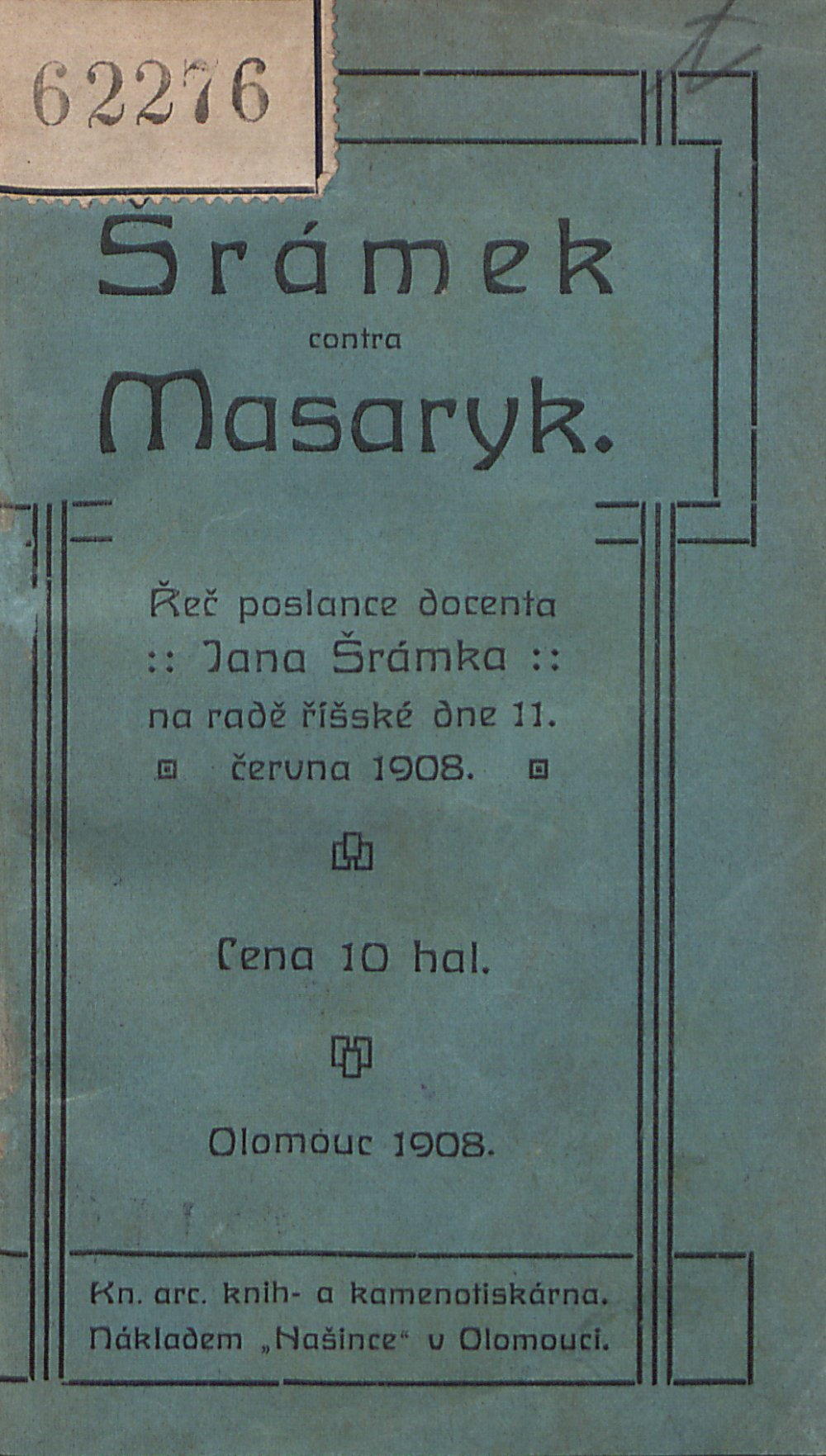
Spor Jana Šrámka s T.G. Masarykem z roku 1908

V roce 1899 založil Moravsko-slezskou křesťansko-sociální stranu na Moravě. Ve volbách roku 1907 byl zvolen poslancem Říšské rady za český okrsek Morava 12. Usedl do poslanecké frakce Český katolicko-národní klub. Mandát obhajoval ve volbách 1911, kdy jej ale ve druhém kole porazil kandidát liberální lidově pokrokové strany. Kromě toho zasedal také v Moravském zemském sněmu, kam byl zvolen v zemských volbách roku 1906 v české volební skupině všeobecné kurie za okresy Vyškov, Slavkov, Bučovice a Zdounky a znovu ve volbách roku 1913 za okresy Uherské Hradiště, Uherský Brod, Bojkovice a Vizovice. V roce 1909 stál v čele vzniku národního katolického tělovýchovného spolku Orel.
Za první světové války se vyjadřoval prorakousky a podporoval válečné úsilí, z této pozice ale začal od léta 1917 ustupovat.
Při vzniku Československa byl, oproti stále monarchistické většině, jedním z aktivnějších katolíků, proto se stal členem Revolučního národního shromáždění a v lednu 1919 sjednotil české křesťanské strany a založil tak Československou stranu lidovou. Byl jejím předsedou v letech 1919–1938 a 1945–1948.
Od září roku 1921 až do mnichovské krize v září roku 1938 působil Šrámek s výjimkou druhé vlády Jana Černého jako ministr ve všech československých vládách. Krátce působil jako ministr železnic (1921–1922), pak jako ministr zdravotnictví (1922–1925), pošt a telegrafů (1925–1926), sociální péče (1926–1929) a unifikací (1929–1938). Byl jedním z nejvlivnějších politiků v zemi. Okolí ho považovalo za politika klidného a trpělivého. Antonín Švehla o něm prohlásil, když přemlouval sociální demokraty, aby zůstali ve vládě: „Odejdete-li, rozlezeme se jako švábi od sebe a pak mi sem do vládní koalice vleze ten černoprdelník Šrámek a nikdo ho už odtud nedostane – i když jen za malíček zůstane ve dveřích vězet.“ Šrámek také nebyl oblíben u prezidenta Tomáše Garrigua Masaryka, který ho i jeho stranu nesnášel coby klerikály a katolíky. Jemu i ČSL to komplikovalo práci, ale nakonec se v rámci politické snahy o politickou synergii demokratů prosadila jejich spolupráce.

Znak ČSL z roku 1938

Během krize v roce 1938 byl jedním z poslanců, kteří hlasovali proti přijetí ultimáta, vzneseného na Mnichovské konferenci. Po Mnichovské dohodě se Šrámek bránil sloučení ČSL do Strany národní jednoty, avšak později svolil tlaku vedení lidovců v Čechách a působil na pozici formálního místopředsedy Strany národní jednoty. Na činnosti strany se však nijak nepodílel a později emigroval. V Pařiži zasedl v Československém národním výboru a posléze se stal předsedou exilové vlády v Londýně (1940). Premiérem se stal hlavně z toho důvodu, že Edvard Beneš byl pro některé spojence nepřijatelný. Na tomto postu setrval až do vzniku Košické vlády. V roce 1945 se stal náměstkem předsedy vlády.
V únoru 1948 jako jediný varoval před rezignací demokratických ministrů, neboť nedůvěřoval Edvardu Benešovi („A co se stane, jestliže nás prezident opustí?“), ale 20. února 1948 rezignoval spolu s ostatními. V březnu se pokusil společně s Františkem Hálou (tajemník Československé strany lidové a odstoupivší ministr pošt) uprchnout z Československa, pokus však selhal, marně čekali na francouzské letadlo na letišti u Rakovníka.

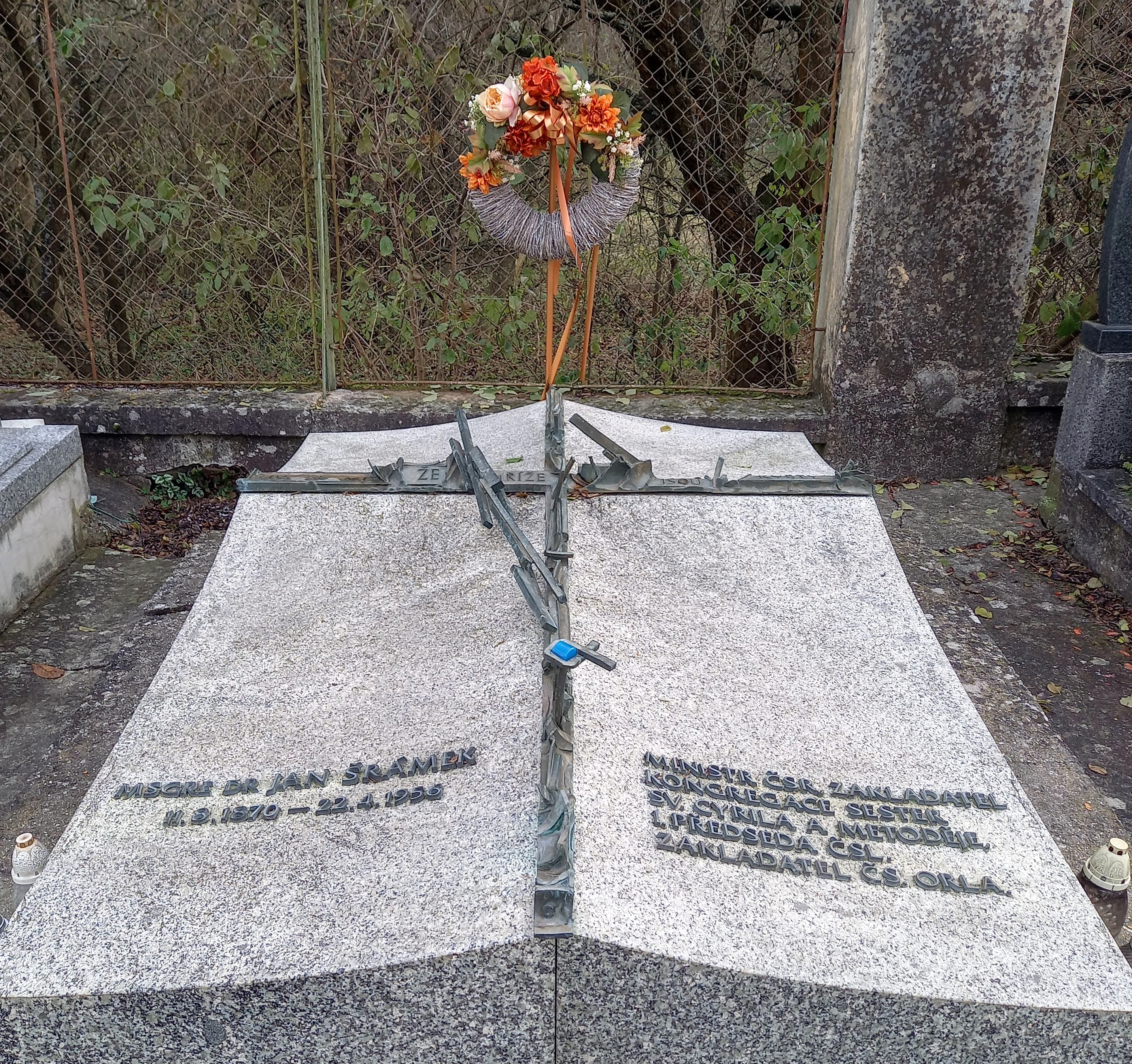
Hrob – hřbitov Velehrad

Hála i Šrámek dožili svůj život v nezákonné internaci, mimo jiné v Nové Říši, v Brně, ve věznici ve Valdicích a nakonec na zámečku v Roželově. Jan Šrámek zemřel v pražské nemocnici na Bulovce, kde byl hospitalizován pod fiktivním jménem Josef Císař (úmrtní list byl již vystaven na jeho pravé jméno).
Po roce 1989 byly ostatky Jana Šrámka přesunuty na Velehrad. V roce 1991 mu udělil prezident Václav Havel in memoriam Řád Tomáše Garrigua Masaryka. V témže roce mu bylo obnoveno čestné občanství města Kroměříž odňaté v roce 1948.

## Citáty
| „                    | Není například hrdinou ani nepůsobí dojmem vznešeným. Ale nade všechnu pochybnost postaveno jest, že tento muž dovede pomalu vrtat tvrdá prkna. | “ |
| — Ferdinand Peroutka | |   |

## Dílo
- Politické projevy v zahraničí. Praha: Výkonný výbor československé strany lidové, 1945. 80 s.